# Ctenosciara zealandica
Ctenosciara zealandica är en tvåvingeart som först beskrevs av Werner Mohrig 1999.  Ctenosciara zealandica ingår i släktet Ctenosciara och familjen sorgmyggor. Inga underarter finns listade i Catalogue of Life.